# Svält

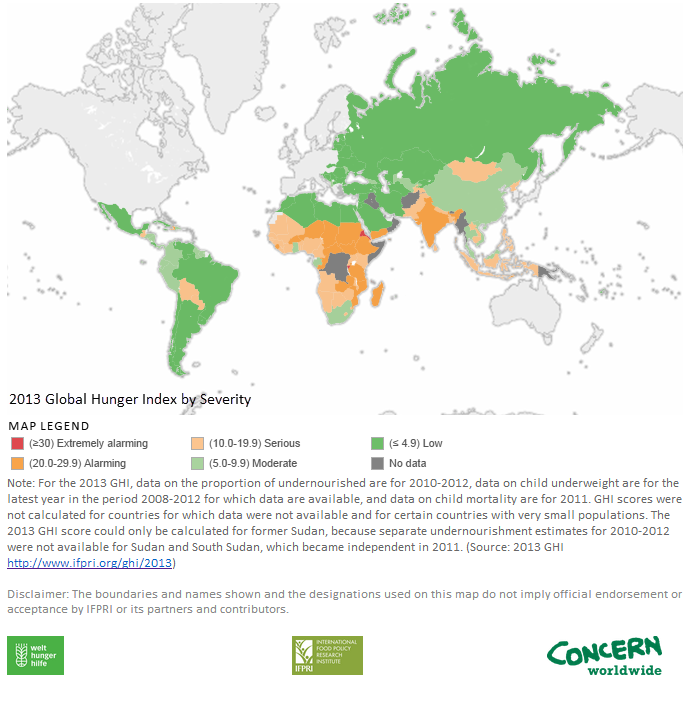
Global Hunger Index från 2013.

Svält är en allvarlig näringsrubbning som är följden av uteblivet intag av energigivande och livsnödvändiga näringsämnen under längre tid. 

## Fysiska reaktioner på svält
En vuxen person som väger normalt kan klara sig utan mat mellan 6 och 8 veckor om han eller hon får i sig vätska. Kroppen blir under dessa omständigheter helt beroende av sitt eget energiförråd. Kolhydratförrådet och glykogenet i lever och muskler räcker bara några få timmar. 
Därefter får man energi genom att kroppen bryter ner glycerol, fettsyror från fettdepåerna och muskelproteiner.
Eftersom vissa vävnader i kroppen behöver druvsocker (glukos) för förbränning så bryts skelettvävnad ner i ett tidigt skede av svälten. 
Under svältperioden så får hjärnan näring från förbränning av ketonkroppar som bildas ur fettsyror. Vanligtvis får hjärnan näring från glukosförbränning så det är en omställning för hjärnan. 
Efter ungefär 6-8 veckor är fettdepåerna slut och då blir svälten livshotande.
Vikten minskas mest de första dagarna, när förbrukning av vatten sker, eftersom glykogenet (som binder vattnet med tre gånger sin egen vikt) försvinner. Man räknar med att den energi som kommer från muskulaturen under svält motsvarar 25 % av kroppens energiförråd.

## Svält i politiskt hänseende
Världssvälten totalt har minskat långsiktigt, men regionala ökningar förekommer.